# Benni Chawes
Benni Chawes (født 25. marts 1967) er en dansk sanger, sangskriver, pianist og mundinstrumentalist.

## Biografi

### Uddannelse
Chawes er uddannet fra Berklee College of Music i Boston, USA, som også har uddannet navne som Diana Krall, Quincy Jones og Joe Zawinul. Benni Chawes afsluttede uddannelsen (Piano performance) i 1996 med udmærkelsen Magna Cum Laude.

### Tidlig karriere
Under Chawes' studier på Berklee College of Music som pianist udviklede han et talent for at kunne bruge sin stemme til at lyde som instrumenter (bas, trommer, perkussion, guitar, tuba, horn...) og modtog i 1995 på en verdens musik konvention i USA prisen "Outstanding Musicianship" (International Association of Jazz Education – IAJE) for sin optræden. Chawes blev senere medlem af a cappella grupperne Vox One (1996-1998) og Five O'Clock Shadow (FOCS) (1999) og modtog tre amerikanske musikpriser 'Artist Of The Year', 'best jazz album' og 'best jazz song' tildelt af Contemporary A Cappella Recording Awards (CARA). Chawes' talent for at spille bas med stemmen blev i pressen sammenlignet med Larry Graham, Jaco Pastorius, og bassisterne fra Tower of Power og Earth, Wind and Fire.
I 1999 formede Chawes sin egen jazz trio med trommeslagere Bob Moses  og pianist Laszlo Gardony og Benni Chawes selv på vokal bas som var det en traditionel jazz trio, som ledte til turnerede i USA og Skandinavien for trioen. Senere samme år udgav Benni Chawes sit første solo album som duo med Laszlo Gardony: 'Benni Chawes as Human Bass' (Laika Records, Tyskland).

### Moden karriere
Benni Chawes skiftede musisk retning til Jazz/pop/soul og som sangskriver udgav han i 2006 albummet 'Benni Chawes, Up Close'  på STUNT Records . Up Close, der var produceret af Chris Minh Doky, var Chawes' første album som regulær sanger og blev en fair kommerciel succes med et salg på 5.000 eksemplarer hovedsageligt i hans hjemland Danmark. Cden kom i rotation på radiostationerne rund i verden specielt i Thailand hvor albummet kom i såkaldt 'heavy rotation'. Året efter blev han, som den første musiker nogen sinde, sponsoreret af Bang & Olufsen . Chawes producerede et album til Bang & Olufsen med bl.a. NHØP, Bob Ricketts, Maria Montell og Szhirley i sit band. 'Up Close og Bang & Olufsen CDen resulterede i turnerer i USA, Canada, Danmark, Sverige, Norge, Finland, Litauen, Polen, Frankrig, Israel, Grækenland, Forenede Arabiske Emirater, Singapore, Japan, Rumænien og Thailand. En sang fra Up Close blev i 2010 brugt i den danske TV-serie "Forbrydelsen" på DR.
Chawes har optråd på landsdækkende TV shows rundt i verden. Han har optrådt/indspillet med navne som Niels-Henning Ørsted Pedersen, Boston Symphony Orchestra, Aaron Neville, Chris Minh Doky, Erann DD og Thomas Blachman.

## Diskografi
- Bang & Olufsen Presents Benni Chawes (2007)
- Up Close (2006)
- Benni Chawes as Human Bass (1999)
- Chameleon (med Vox One, 1998)

Benni Chawes er featured på 11 CD'ere som 'sideman'.[kilde mangler]